# Leopold Münster
Leopold Münster (* 13. Dezember 1920 in Pohorsch bei Odrau, Tschechoslowakei; † 8. Mai 1944 bei Wöllersheim südlich Hildesheim) war ein Jagdflieger (zuletzt Leutnant) der deutschen Luftwaffe im Zweiten Weltkrieg. Leopold Münster erzielte 95 Luftsiege, darunter 15 gegen schwere Bomber und 25 an der Westfront.

## Leben
Leopold Münster wurde in bescheidenen Familienverhältnissen geboren. Nachdem seine Mutter früh verstorben war, wuchs er im Haushalt einer Tante auf. Nach dem Besuch der Grundschule und der Bürgerschule begann er eine Lehre als Schriftenmaler.
Nach dem Anschluss des Sudetenlandes an das Deutsche Reich trat er am 7. Januar 1939 als Freiwilliger in die Luftwaffe ein. Nach dem Besuch der Flugschulen in Olmütz, Ulm und Ingolstadt nahm er 1940/41 an Luftkämpfen über England und im Mittelmeerraum teil. Am 1. April 1941 wurde er zum Feldwebel ernannt. Nach über 110 Fronteinsätzen wurde ihm am 6. Dezember 1941 die Frontflugspange in Gold sowie am 13. September 1942 der Ehrenpokal für besondere Leistung im Luftkrieg verliehen. Nach seinem 52. Luftsieg erhielt er am 3. Oktober 1942 das Deutsche Kreuz in Gold. Bis Mitte 1943 war er an der Ostfront im Einsatz. Ab August 1943 wurde er in der Reichsverteidigung gegen alliierte Bombergeschwader und Begleitschutzjäger eingesetzt. Im Januar 1944 ernannte man ihn zum Staffelführer im Jagdgeschwader 3 „Udet“. Am 1. April 1944 wurde er wegen besonderer Tapferkeit zum Leutnant befördert. Danach war er vorübergehend Gruppenkommandeur. Am 8. Mai 1944 fand er bei einem Angriff gegen weit überlegene einfliegende viermotorige B-24-Bomber und Begleitschutzjäger den Tod. Nach dem Verschuss seiner Munition über Hildesheim rammte er mit seiner Messerschmitt Bf 109 eine B-24 oder wurde von Teilen des explodierenden Bombers getroffen.  Er wurde posthum am 12. Mai 1944 mit dem Ritterkreuz des Eisernen Kreuzes mit Eichenlaub ausgezeichnet und am gleichen Tag mit militärischen Ehren in seinem Geburtsort beigesetzt.